# Lista siturilor arheologice din județul Arad - P
Lista siturilor arheologice din județul Arad - P conține toate siturile arheologice din județul Arad înscrise în Repertoriul Arheologic Național (RAN) și aflate în localități al căror nume începe cu litera P. RAN este administrat de Ministerul Culturii și Patrimoniului Național și cuprinde date științifice, cartografice, topografice, imagini și planuri, precum și orice alte informații privitoare la zonele cu potențial arheologic, studiate sau nu, încă existente sau dispărute.
Puteți căuta un sit din localitățile care încep cu litera P folosind formularul de mai jos sau puteți naviga prin toate siturile din județ la Lista siturilor arheologice din județul Arad.
| Cod RAN                                  | Denumire | Localitate                | Adresă                                          | Datare                                    | Descoperit | Coordonate                                    | Imagine           | Erori            |
| ---------------------------------------- | --- | ------------------------- | ----------------------------------------------- | ----------------------------------------- | ---------- | --------------------------------------------- | ----------------- | ---------------- |
| 11548.01.01 (Cod LMI: AR-I-m-B-00446.02) | Situl arheologic de la Păuliș / ansamblu anonim (Categorie: locuire civilă) (Tip: Așezare)                                                      | sat Păuliș, comuna Păuliș |                                                 |                                           |            |                                               | Încărcați imagine | Raportați eroare |
| 11548.01.02 (Cod LMI: AR-I-m-B-00446.01) | Situl arheologic de la Păuliș / ansamblu anonim (Categorie: locuire civilă) (Tip: Așezare)                                                      | sat Păuliș, comuna Păuliș |                                                 |                                           |            |                                               | Încărcați imagine | Raportați eroare |
| 11593.01.01 (Cod LMI: AR-I-m-A-00448.03) | Situl arheologic de la Pecica - "Șanțul Mare" / ansamblu anonim (Categorie: locuire civilă) (Tip: Așezare fortificată)                          | oraș Pecica               | Șanțul Mare                                     |                                           | 1898       | 46°09′08″N 20°59′09″E / 46.15223°N 20.98583°E | Încărcați imagine | Raportați eroare |
| 11593.01.02 (Cod LMI: AR-I-m-A-00448.02) | Situl arheologic de la Pecica - "Șanțul Mare" / ansamblu anonim (Categorie: locuire civilă) (Tip: Așezare fortificată)                          | oraș Pecica               | Șanțul Mare                                     | geto-dacică                               | 1898       | 46°09′08″N 20°59′09″E / 46.15223°N 20.98583°E | Încărcați imagine | Raportați eroare |
| 11593.01.03 (Cod LMI: AR-I-m-A-00448.01) | Situl arheologic de la Pecica - "Șanțul Mare" / ansamblu anonim (Categorie: locuire civilă) (Tip: Necropolă)                                    | oraș Pecica               | Șanțul Mare                                     | sec. XI - XII                             | 1898       | 46°09′08″N 20°59′09″E / 46.15223°N 20.98583°E | Încărcați imagine | Raportați eroare |
| 11593.01.04 (Cod LMI: AR-I-s-A-00448)    | Situl arheologic de la Pecica - "Șanțul Mare" / ansamblu anonim (Categorie: locuire civilă) (Tip: Așezare)                                      | oraș Pecica               | Șanțul Mare                                     |                                           | 1898       | 46°09′08″N 20°59′09″E / 46.15223°N 20.98583°E | Încărcați imagine | Raportați eroare |
| 11593.04.01 (Cod LMI: AR-I-m-B-00449.02) | Așezarea hallstattiană și medievală de la Pecica - "Șanțul Mic" / ansamblu anonim (Categorie: locuire civilă) (Tip: Așezare)                    | oraș Pecica               | Șanțul Mic                                      |                                           |            |                                               | Încărcați imagine | Raportați eroare |
| 11593.04.02 (Cod LMI: AR-I-m-B-00449.01) | Așezarea hallstattiană și medievală de la Pecica - "Șanțul Mic" / ansamblu anonim (Categorie: locuire civilă) (Tip: Așezare)                    | oraș Pecica               | Șanțul Mic                                      | sec. XIV - XV                             |            |                                               | Încărcați imagine | Raportați eroare |
| 9663.01.01 (Cod LMI: AR-I-m-A-00447.03)  | Situl arheologic de la Pâncota - "Cetatea Turcească" / ansamblu anonim (Categorie: locuire civilă) (Tip: Așezare)                               | oraș Pâncota              | Cetatea Turcească                               |                                           | 2000       | 46°19′46″N 21°41′23″E / 46.32944°N 21.68972°E | Încărcați imagine | Raportați eroare |
| 9663.01.02 (Cod LMI: AR-I-m-A-00447.02)  | Situl arheologic de la Pâncota - "Cetatea Turcească" / ansamblu anonim (Categorie: locuire civilă) (Tip: Cetate)                                | oraș Pâncota              | Cetatea Turcească                               | sec. XI-XVII                              | 2000       | 46°19′46″N 21°41′23″E / 46.32944°N 21.68972°E | Încărcați imagine | Raportați eroare |
| 9663.01.03 (Cod LMI: AR-I-s-A-00447)     | Situl arheologic de la Pâncota - "Cetatea Turcească" / ansamblu anonim (Categorie: locuire civilă) (Tip: Așezare)                               | oraș Pâncota              | Cetatea Turcească                               | sec. XIII                                 | 2000       | 46°19′46″N 21°41′23″E / 46.32944°N 21.68972°E | Încărcați imagine | Raportați eroare |
| 9663.01.04 (Cod LMI: AR-I-m-A-00447.01)  | Situl arheologic de la Pâncota - "Cetatea Turcească" / ansamblu Biserica I (Categorie: locuire civilă) (Tip: Biserică)                          | oraș Pâncota              | Cetatea Turcească                               | sec.X-XI                                  | 2000       | 46°19′46″N 21°41′23″E / 46.32944°N 21.68972°E | Încărcați imagine | Raportați eroare |
| 9663.01.05 (Cod LMI: AR-I-s-A-00447)     | Situl arheologic de la Pâncota - "Cetatea Turcească" / ansamblu anonim (Categorie: locuire civilă) (Tip: Necropolă)                             | oraș Pâncota              | Cetatea Turcească                               | sec.X-XI                                  | 2000       | 46°19′46″N 21°41′23″E / 46.32944°N 21.68972°E | Încărcați imagine | Raportați eroare |
| 9663.01.06 (Cod LMI: AR-I-m-A-00447.02)  | Situl arheologic de la Pâncota - "Cetatea Turcească" / ansamblu anonim (Categorie: locuire civilă) (Tip: Cetate)                                | oraș Pâncota              | Cetatea Turcească                               | sec.XVI                                   | 2000       | 46°19′46″N 21°41′23″E / 46.32944°N 21.68972°E | Încărcați imagine | Raportați eroare |
| 9663.01.07 (Cod LMI: AR-I-m-A-00447.01)  | Situl arheologic de la Pâncota - "Cetatea Turcească" / ansamblu Biserica II (Categorie: locuire civilă) (Tip: Biserică)                         | oraș Pâncota              | Cetatea Turcească                               | sec.XII                                   | 2000       | 46°19′46″N 21°41′23″E / 46.32944°N 21.68972°E | Încărcați imagine | Raportați eroare |
| 9663.01.08 (Cod LMI: AR-I-s-A-00447)     | Situl arheologic de la Pâncota - "Cetatea Turcească" / ansamblu anonim (Categorie: locuire civilă) (Tip: Așezare)                               | oraș Pâncota              | Cetatea Turcească                               |                                           | 2000       | 46°19′46″N 21°41′23″E / 46.32944°N 21.68972°E | Încărcați imagine | Raportați eroare |
| 9663.03.01                               | Ruinele bisericii de la Pâncota - "Cetatea Turcească" / ansamblu anonim (Categorie: structură de cult/religioasă) (Tip: Biserică)               | oraș Pâncota              | Cetatea Turcească                               | sec. XI - XVII                            | 2000       |                                               | Încărcați imagine | Raportați eroare |
| 9663.03.02                               | Ruinele bisericii de la Pâncota - "Cetatea Turcească" / ansamblu anonim (Categorie: structură de cult/religioasă) (Tip: Capelă)                 | oraș Pâncota              | Cetatea Turcească                               | sec. XIV-XV                               | 2000       |                                               | Încărcați imagine | Raportați eroare |
| 9663.03.03                               | Ruinele bisericii de la Pâncota - "Cetatea Turcească" / ansamblu anonim (Categorie: structură de cult/religioasă) (Tip: Necropolă de inhumație) | oraș Pâncota              | Cetatea Turcească                               | sec. X-XII                                | 2000       |                                               | Încărcați imagine | Raportați eroare |
| 9663.02.01                               | Așezarea Bodrogkeresztur de la Pâncota- Totani / ansamblu anonim (Categorie: locuire civilă) (Tip: Așezare)                                     | oraș Pâncota              | Totani                                          | Bodrogkeresztur                           |            |                                               | Încărcați imagine | Raportați eroare |
| 11548.02.01                              | Așezări eneolitice la Păuliș- Via Boroș, Dealul Cimitirului / ansamblu anonim (Categorie: locuire civilă) (Tip: Așezare)                        | sat Păuliș, comuna Păuliș | Via Boroș, Dealul Cimitirului                   |                                           |            |                                               | Încărcați imagine | Raportați eroare |
| 11548.03.01                              | Așezări eneolitice la Păuliș- Vatra Satului / ansamblu anonim(CAP) (Categorie: locuire civilă) (Tip: Așezare)                                   | sat Păuliș, comuna Păuliș | Vatra satului                                   | Tiszapolgár                               |            |                                               | Încărcați imagine | Raportați eroare |
| 11593.02.01                              | Situl arheologic de la Pecica- Forgaci / ansamblu anonim (Categorie: locuire civilă) (Tip: Tell)                                                | oraș Pecica               | Forgaci                                         | Starčevo - Criș                           |            |                                               | Încărcați imagine | Raportați eroare |
| 11593.02.02                              | Situl arheologic de la Pecica- Forgaci / ansamblu anonim (Categorie: locuire civilă) (Tip: Așezare)                                             | oraș Pecica               | Forgaci                                         | Bodrogkeresztur                           |            |                                               | Încărcați imagine | Raportați eroare |
| 11593.02.03                              | Situl arheologic de la Pecica- Forgaci / ansamblu anonim (Categorie: locuire civilă) (Tip: Mormânt)                                             | oraș Pecica               | Forgaci                                         |                                           |            |                                               | Încărcați imagine | Raportați eroare |
| 11593.05.01                              | Așezarea Bodrogkeresztur de la Pecica- Forgaci C / ansamblu anonim (Categorie: locuire civilă) (Tip: Așezare)                                   | oraș Pecica               | Forgaci C                                       | Bodrogkeresztur                           |            |                                               | Încărcați imagine | Raportați eroare |
| 11593.03.01                              | Așezarea Tiszapolgar de la Pecica- Valea Forgacelor / ansamblu anonim (Categorie: locuire civilă) (Tip: Așezare)                                | oraș Pecica               | Valea Forgacelor                                | Tiszapolgár                               |            |                                               | Încărcați imagine | Raportați eroare |
| 11548.04.01                              | Situl arheologic de la Păuliș - La Năidoreni / ansamblu anonim (Categorie: locuire) (Tip: Așezare)                                              | sat Păuliș, comuna Păuliș | La Năidoreni                                    | Tiszapolgar                               |            |                                               | Încărcați imagine | Raportați eroare |
| 11548.04.02                              | Situl arheologic de la Păuliș - La Năidoreni / ansamblu anonim (Categorie: locuire) (Tip: Așezare)                                              | sat Păuliș, comuna Păuliș | La Năidoreni                                    |                                           |            |                                               | Încărcați imagine | Raportați eroare |
| 11548.04.03                              | Situl arheologic de la Păuliș - La Năidoreni / ansamblu anonim (Categorie: locuire) (Tip: Așezare)                                              | sat Păuliș, comuna Păuliș | La Năidoreni                                    |                                           |            |                                               | Încărcați imagine | Raportați eroare |
| 11548.04.04                              | Situl arheologic de la Păuliș - La Năidoreni / ansamblu anonim (Categorie: locuire) (Tip: Așezare)                                              | sat Păuliș, comuna Păuliș | La Năidoreni                                    | dacică sec. II-I î.Hr - sec. III-IV d.Hr. |            |                                               | Încărcați imagine | Raportați eroare |
| 11548.05.01                              | Așezare de epoca romană de la Păuliș / ansamblu anonim (Categorie: locuire) (Tip: Construcție)                                                  | sat Păuliș, comuna Păuliș |                                                 |                                           |            |                                               | Încărcați imagine | Raportați eroare |
| 11593.06.01                              | Așezarea medievală de la Pecica - Autostrada Nădlac-Arad (Km 24+050 - 24+150) / ansamblu anonim (Categorie: locuire) (Tip: Așezare)             | oraș Pecica               | Autostrada Nădlac-Arad (Km 24+050 - 24+150)     | sec. XI - XIV                             |            |                                               | Încărcați imagine | Raportați eroare |
| 11593.07.01                              | Așezarea medievală de la Pecica - Autostrada Nădlac-Arad (Km 22+200 - 39+408) / ansamblu anonim (Categorie: locuire) (Tip: Așezare)             | oraș Pecica               | Autostrada Nădlac-Arad (Km 22+200 - 39+408)     | sec. XII-XIII                             |            |                                               | Încărcați imagine | Raportați eroare |
| 11593.07.02                              | Așezarea medievală de la Pecica - Autostrada Nădlac-Arad (Km 22+200 - 39+408) / ansamblu anonim (Categorie: locuire) (Tip: cuptoare)            | oraș Pecica               | Autostrada Nădlac-Arad (Km 22+200 - 39+408)     |                                           |            |                                               | Încărcați imagine | Raportați eroare |
| 11593.08.01                              | Așezarea din epoca bronzului de la Pecica - Autostrada Nădlac-Arad (Km 26+300 - 26+400) / ansamblu anonim (Categorie: locuire) (Tip: Așezare)   | oraș Pecica               | Autostrada Nădlac-Arad (Km 26+300 - 26+400)     |                                           |            |                                               | Încărcați imagine | Raportați eroare |
| 11593.09.01                              | Situl arheologic de la Pecica - Autostrada Nădlac-Arad (Km 28+400 - 29+100) / ansamblu anonim (Categorie: locuire) (Tip: Așezare)               | oraș Pecica               | Autostrada Nădlac-Arad (Km 28+400 - 29+100)     |                                           |            |                                               | Încărcați imagine | Raportați eroare |
| 11593.09.02                              | Situl arheologic de la Pecica - Autostrada Nădlac-Arad (Km 28+400 - 29+100) / ansamblu anonim (Categorie: locuire) (Tip: Așezare)               | oraș Pecica               | Autostrada Nădlac-Arad (Km 28+400 - 29+100)     | sec. III-IV                               |            |                                               | Încărcați imagine | Raportați eroare |
| 11593.09.03                              | Situl arheologic de la Pecica - Autostrada Nădlac-Arad (Km 28+400 - 29+100) / ansamblu anonim (Categorie: locuire) (Tip: Așezare)               | oraș Pecica               | Autostrada Nădlac-Arad (Km 28+400 - 29+100)     | sec. XI-XIII                              |            |                                               | Încărcați imagine | Raportați eroare |
| 11593.10.01                              | Așezarea medievală de la Pecica - Autostrada Nădlac-Arad (Km 29+225 - 29+500) / ansamblu anonim (Categorie: locuire) (Tip: Așezare)             | oraș Pecica               | Autostrada Nădlac-Arad (Km 29+225 - 29+500)     | sec. XI - XIII                            |            |                                               | Încărcați imagine | Raportați eroare |
| 11593.11.01                              | Așezarea daco-romană de la Pecica - Autostrada Nădlac-Arad (Km 29+800 - 29+850) / ansamblu anonim (Categorie: locuire) (Tip: Așezare)           | oraș Pecica               | Autostrada Nădlac-Arad (Km 29+800 - 29+850)     | sec. III-IV                               |            |                                               | Încărcați imagine | Raportați eroare |
| 11593.12.01                              | Așezarea daco-romană de la Pecica - Autostrada Nădlac-Arad (Km 30+200 - 30+600) / ansamblu anonim (Categorie: locuire) (Tip: Așezare)           | oraș Pecica               | Autostrada Nădlac-Arad (Km 30+200 - 30+600)     | sec. III-IV                               |            |                                               | Încărcați imagine | Raportați eroare |
| 11593.13.01                              | Situl arheologic de la Pecica - Autostrada Nădlac-Arad (Km 18+605-18+890) / ansamblu anonim (Categorie: locuire) (Tip: Așezare)                 | oraș Pecica               | Autostrada Nădlac-Arad (Km 18+605-18+890)       | sec. III-V                                |            | 46°12′38″N 21°01′23″E / 46.2105°N 21.023°E    | Încărcați imagine | Raportați eroare |
| 11593.13.02                              | Situl arheologic de la Pecica - Autostrada Nădlac-Arad (Km 18+605-18+890) / ansamblu anonim (Categorie: locuire) (Tip: Așezare)                 | oraș Pecica               | Autostrada Nădlac-Arad (Km 18+605-18+890)       | sec. XI-XIII                              |            | 46°12′38″N 21°01′23″E / 46.2105°N 21.023°E    | Încărcați imagine | Raportați eroare |
| 11593.14.01                              | Situl arheologic de la Pecica - Autostrada Nădlac-Arad (Km 21+390-21+820) / ansamblu anonim (Categorie: locuire) (Tip: Așezare)                 | oraș Pecica               | Autostrada Nădlac-Arad (Km 21+390-21+820)       | sec. III-V                                |            | 46°12′22″N 21°02′23″E / 46.20618°N 21.03963°E | Încărcați imagine | Raportați eroare |
| 9636.11.02                               | Situl arheologic de la Pecica - Autostrada Nădlac-Arad (Km 21+390-21+820) / ansamblu anonim (Categorie: locuire) (Tip: Așezare)                 | oraș Pecica               | Autostrada Nădlac-Arad (Km 21+390-21+820)       | sec. XI-XIII                              |            | 46°12′22″N 21°02′23″E / 46.20618°N 21.03963°E | Încărcați imagine | Raportați eroare |
| 11593.15.01                              | Situl arheologic de la Pecica - Autostrada Nădlac-Arad (Km 21+820-22+155) / ansamblu anonim (Categorie: locuire) (Tip: Așezare)                 | oraș Pecica               | Autostrada Nădlac-Arad (Km 21+820-22+155)       | sec. III-V                                |            | 46°12′15″N 21°02′54″E / 46.20422°N 21.04828°E | Încărcați imagine | Raportați eroare |
| 9636.12.02                               | Situl arheologic de la Pecica - Autostrada Nădlac-Arad (Km 21+820-22+155) / ansamblu anonim (Categorie: locuire) (Tip: Așezare)                 | oraș Pecica               | Autostrada Nădlac-Arad (Km 21+820-22+155)       | sec. XI-XIII                              |            | 46°12′15″N 21°02′54″E / 46.20422°N 21.04828°E | Încărcați imagine | Raportați eroare |
| 11593.16.01                              | Așezarea medievală de la Pecica - Autostrada Nădlac-Arad (Km 22+750-23+250) / ansamblu anonim (Categorie: locuire) (Tip: Așezare)               | oraș Pecica               | Autostrada Nădlac-Arad (Km 22+750-23+250)       | sec. XI-XIII                              |            | 46°12′11″N 21°04′06″E / 46.20307°N 21.06845°E | Încărcați imagine | Raportați eroare |
| 11593.17.01                              | Așezarea medievală de la Pecica - Autostrada Nădlac-Arad (Km 23+290-23+880) / ansamblu anonim (Categorie: locuire) (Tip: Așezare)               | oraș Pecica               | Autostrada Nădlac-Arad (Km 23+290-23+880)       | sec. XI-XIII                              |            | 46°12′17″N 21°03′14″E / 46.20469°N 21.05383°E | Încărcați imagine | Raportați eroare |
| 11593.18.01                              | Așezarea medievală de la Pecica - Autostrada Nădlac-Arad (Km 26+820-27+235) / ansamblu anonim (Categorie: locuire) (Tip: Așezare)               | oraș Pecica               | Autostrada Nădlac-Arad (Km 26+820-27+235)       | sec. XI-XIII                              |            | 46°11′12″N 21°05′34″E / 46.18663°N 21.09265°E | Încărcați imagine | Raportați eroare |
| 11593.19.01                              | Situl arheologic de la Pecica - Autostrada Nădlac-Arad (Km 27+300-27+575) / ansamblu anonim (Categorie: locuire) (Tip: Așezare)                 | oraș Pecica               | Autostrada Nădlac-Arad (Km 27+300-27+575)       |                                           |            | 46°11′12″N 21°05′47″E / 46.18668°N 21.09627°E | Încărcați imagine | Raportați eroare |
| 11593.19.02                              | Situl arheologic de la Pecica - Autostrada Nădlac-Arad (Km 27+300-27+575) / ansamblu anonim (Categorie: locuire) (Tip: Așezare)                 | oraș Pecica               | Autostrada Nădlac-Arad (Km 27+300-27+575)       | sec. XI-XIII                              |            | 46°11′12″N 21°05′47″E / 46.18668°N 21.09627°E | Încărcați imagine | Raportați eroare |
| 11593.20.01                              | Situl arheologic de la Pecica - Autostrada Nădlac-Arad (Km 28+575-28+900) / ansamblu anonim (Categorie: locuire) (Tip: Așezare)                 | oraș Pecica               | Autostrada Nădlac-Arad (Km 28+575-28+900)       | sec. III-V                                |            | 46°10′33″N 21°06′49″E / 46.17582°N 21.11368°E | Încărcați imagine | Raportați eroare |
| 11593.20.02                              | Situl arheologic de la Pecica - Autostrada Nădlac-Arad (Km 28+575-28+900) / ansamblu anonim (Categorie: locuire) (Tip: Așezare)                 | oraș Pecica               | Autostrada Nădlac-Arad (Km 28+575-28+900)       | sec. XI-XIII                              |            | 46°10′33″N 21°06′49″E / 46.17582°N 21.11368°E | Încărcați imagine | Raportați eroare |
| 11593.21.01                              | Așezarea medievală de la Pecica - Autostrada Nădlac-Arad (Km 28+910-29+270) / ansamblu anonim (Categorie: locuire) (Tip: Așezare)               | oraș Pecica               | Autostrada Nădlac-Arad (Km 28+910-29+270)       | sec. XI-XIII                              |            | 46°10′22″N 21°06′51″E / 46.1728°N 21.1141°E   | Încărcați imagine | Raportați eroare |
| 11593.22.01                              | Așezarea medievală de la Pecica - Autostrada Nădlac-Arad (Km 29+560-29+840) / ansamblu anonim (Categorie: locuire) (Tip: Așezare)               | oraș Pecica               | Autostrada Nădlac-Arad (Km 29+560-29+840)       |                                           |            | 46°10′27″N 21°07′29″E / 46.17428°N 21.12462°E | Încărcați imagine | Raportați eroare |
| 11593.23.01                              | Așezarea medievală de la Pecica - Autostrada Nădlac-Arad (Km 30+710-31+045) / ansamblu anonim (Categorie: locuire) (Tip: Așezare)               | oraș Pecica               | Autostrada Nădlac-Arad (Km 30+710-31+045)       | sec. XI-XIII                              |            | 46°10′39″N 21°08′39″E / 46.1774°N 21.1441°E   | Încărcați imagine | Raportați eroare |
| 11593.25.01                              | Așezarea medievală de la Pecica - Autostrada Nădlac-Arad (km 24+350 - km 24+500 ) / ansamblu anonim (Categorie: locuire) (Tip: Așezare)         | oraș Pecica               | Autostrada Nădlac-Arad (km 24+350 - km 24+500 ) |                                           |            |                                               | Încărcați imagine | Raportați eroare |
| 11593.25                                 | așezare | oraș Pecica               |                                                 |                                           |            |                                               | Încărcați imagine | Raportați eroare |